# Sceloporus palaciosi
Sceloporus palaciosi är en ödleart som beskrevs av  Lara-gongora 1983. Sceloporus palaciosi ingår i släktet Sceloporus och familjen Phrynosomatidae. IUCN kategoriserar arten globalt som livskraftig. Inga underarter finns listade i Catalogue of Life.